# Eukiefferiella brevinervis
Eukiefferiella brevinervis är en tvåvingeart som först beskrevs av Malloch 1915.  Eukiefferiella brevinervis ingår i släktet Eukiefferiella och familjen fjädermyggor. Inga underarter finns listade i Catalogue of Life.